# خفاش أصغر فأري الأذنين
الخفاش الأصغر فأري الأذنين هو نوع من الخفافيش الحاشرة في عائلة خفافيش الليل.

## نطاق الانتشار
تنتشر الخفافيش الصغرى فأرية الأذنين في البلدان التالية: أفغانستان، ألبانيا، النمسا، بنغلاديش، بلغاريا،  الصين، كرواتيا، فرنسا، جورجيا، ألمانيا، اليونان، المجر، الهند، إيران، العراق، إسرائيل، إيطاليا، الأردن، كازاخستان، لبنان، منغوليا، باكستان، البرتغال، رومانيا، روسيا، سلوفينيا، قبرص، إسبانيا، سويسرا، سوريا، تركمانستان، وأوكرانيا.

## التهديدات
يتناقص عدد الأنواع بسبب التلوث والتغيرات في إدارة الأراضي. تسبب التلوث الضوضائي في أزعاج الأنواع في جنوب إسبانيا. انخفض عدد هذه الأنواع من الخفافيش في الأندلس من 30.000 إلى 14.000 بين عامي 1994 و2002. يقوم الرعاة في سوريا وتركيا بإشعال النيران في أفواه الكهوف لمواشيهم مما يزعج الخفافيش.

## الحفاظ على الأنواع
وهي محمية في معظم أنحاء أوروبا بموجب اتفاقية بون وبرن بشأن الحفاظ على الحياة البرية الأوروبية والموائل الطبيعية. يتطلب هذا النوع تدابير خاصة بما في ذلك بناء مناطق مخصصة، والتي توفرها مناطق خاصة للحفظ. تقوم ناتورا 2000 أيضًا بحماية هذه الأنواع. وفي بعض الدول الأوروبية تكون الكهوف مغلقة بأسوار حتى لا يزعجها الزوار.

## الوصف

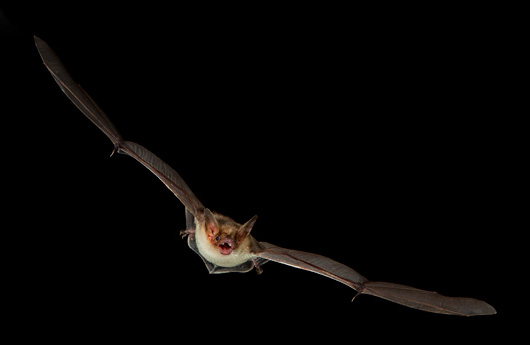
خفاش أصغر فأري الأذنين يطير

يبلغ حجم هذه الخفافيش كبيرة الحجم حوالي 62–70 مليمتر (2.4–2.8 بوصة) طويلة وتزن حوالي 16–26 غرام (0.56–0.92 أونصة).